# سی‌اس‌اس جورجیا (باتری)
سی‌اس‌اس جورجیا (باتری) (به انگلیسی: CSS Georgia (battery)) یک کشتی بود که طول آن ۲۵۰ فوت (۷۶ متر) بود. این کشتی در سال ۱۸۶۳ ساخته شد.